# Miha Žvižej
Miha Žvižej (Celje, 1987. november 6. –) szlovén válogatott kézilabdázó.

## Pályafutása

### Klubcsapatokban
A 191 centiméter magas és 102 kilogrammos Miha Žvižej beállós poszton játszik. A 2009–2010-es szezonban mutatkozott be a Gorenje Velenje első csapatában a szlovén élvonalban, valamint még ebben a szezonban pályára lépett a Bajnokok Ligájában. 2010 nyarán a dán Bjerringbro-Silkeborg csapatához szerződött. 2012 nyaráig játszott ott, akkor Franciaországba, a Toulouse Handballhoz igazolt.
A 2016–2017-es szezonban a Montpellier Handball játékosa volt, majd visszatért Dániába, és a Ribe-Esbjerg folytatta pályafutását.

### A válogatottban
A szlovén válogatott tagjaként szerepelt a 2010-es Európa-bajnokságon és a 2015-ös világbajnokságon.

## Sikerei, díjai
- EHF-kupa-döntős: 2008-2009
- Szlovén bajnok: 2009
- Dán bajnokság, 2. helyezett: 2010-2011, 2011-2012
- Francia Ligakupa-döntős: 2014-2015

## Család
Bátyja, Luka Žvižej szintén válogatott kézilabdázó. 